# Ma nuit chez Maud
Ma nuit chez Maud (Brasil: Minha noite com ela / Portugal: A minha noite em casa de Maud) é um filme francês de 1969, do gênero comédia romântica, realizado por Eric Rohmer. É o terceiro filme (quarto em ordem de lançamento) de sua série de seis contos morais.
O filme mostra encontros casuais e conversas entre quatro pessoas solteiras durante as férias de Natal, cada uma das quatro pessoas conhece uma das outras três. Um homem e uma mulher são católicos, já a outra mulher e o outro homem são ateus. As discussões e ações dos quatro remetem continuamente aos pensamentos de Blaise Pascal sobre a matemática, sobre a ética e sobre a existência humana. 

## Sinopse
Jean-Louis, um engenheiro solitário, conseguiu um emprego em Clermont-Ferrand, onde não conhece ninguém. Frequentando uma igreja católica, ele vê uma jovem loira e, sem saber nada sobre ela, convence-se de que ela se tornará sua esposa. No café ele encontra Vidal, um velho amigo marxista agora professor universitário, que o convida para um concerto naquela noite. Jean-Louis fica inicialmente relutante, mas acaba concordando em ir. Após o concerto, eles jantam em um restaurante. Vidal tem planos de visitar um amigo na noite seguinte e convida Jean-Louis para acompanhá-lo. No entanto, Jean-Louis planeja assistir à missa. Eles concordam em assistir à missa juntos, pois o amigo de Vidal não estará disponível antes da meia-noite.
Eles chegam ao apartamento de Maud, uma pediatra que se divorciou recentemente. Os três conversam e bebem, até que Maud sugere que a neve que caiu tornou a viagem até a aldeia montanhosa de Jean-Louis insegura e portanto Jean deveria ficar. Vidal vai embora e Maud e Jean-Louis discutem religião e suas vidas amorosas. Ela se acomoda na cama de casal da sala e revela que se divorciou do marido porque ele teve um caso com uma mulher católica, enquanto ela mesma tinha um amante que morreu em um acidente de carro há um ano. Quando é hora de dormir, ela fica nua e sugere que Jean-Louis se junte a ela debaixo das cobertas. Ele se junta, mas se mantém vestido. De manhã, ele resiste aos avanços de Maud.
Pouco antes de encontrar os amigos de Maud, ele vê a menina loira da igreja e, encorajado em suas relações por sua noite com Maud, corajosamente se apresenta. O nome dela é Françoise e ela concorda em encontrá-lo na igreja. Na caminhada com Maud ele se torna mais atrevido e ousado, a ponto de ela ter que contê-lo. Após a caminhada, Jean-Louis tenta a sorte no local onde conheceu Françoise e acaba a encontrando. Ele se oferece para levá-la para casa e descobre que ela é pós-graduada em biologia. Ele volta com ela para sua casa, uma república de estudantes, onde dorme em quarto separado. De manhã, antes de irem à igreja, ela se recusa a beijá-lo. Após o culto na igreja, ela admite que está tendo um caso com um homem casado.
Cinco anos depois, já casados e na praia com o filho, os dois conhecem Maud. Ela diz que se casou novamente, mas seu casamento não foi bem-sucedido. Depois, Jean-Louis confessa a Françoise que saiu da cama de Maud na manhã em que a conheceu, mas não dá detalhes sobre o que realmente aconteceu. Então ele percebe que o ex-amante de sua esposa era o marido de Maud. Como agora ambos estão felizes juntos, eles decidem não tocar no assunto novamente. Em vez disso, eles vão nadar com seu filho.

## Recepção
Quando o filme foi lançado na França em 1969, recebeu críticas mistas. Foi o primeiro filme de sucesso de Rohmer tanto comercialmente quanto criticamente. Foi exibido e muito elogiado no Festival de Cannes de 1969, e mais tarde ganhou o Prix Max Ophüls na França. Foi lançado nos EUA e elogiado pelos críticos de lá também. Seu lançamento nos cinemas de arte nos EUA foi tão bem sucedido que teve um lançamento mais amplo nos cinemas regulares.

## Elenco
- Jean-Louis Trintignant como Jean-Louis
- Françoise Fabian como Maud
- Marie-Christine Barrault como Françoise
- Antoine Vitez como Vidal
- Leonid Kogan como ele mesmo
- Guy Léger como Pregador
- Anne Dubot como amiga loira
- Marie Becker como Marie, filha de Maud (sem créditos)
- Marie-Claude Rauzier como Estudante (sem créditos)

## Prémios e nomeações
- Recebeu uma nomeação ao Oscar de melhor filme estrangeiro, em 1970.
- Recebeu uma nomeação ao argumento original, em 1971.
- Indicado à Palma de Ouro do Festival de Cannes em 1969.